# Gisekiaceae
Gisekiaceae is een botanische naam, voor een familie van tweezaadlobbige planten. Een familie onder deze naam wordt zelden erkend door systemen voor plantentaxonomie. Meestal worden de betreffende planten geplaatst in de familie Molluginaceae.
Ook het Cronquist systeem (1981) en het APG-systeem (1998) erkennen de familie niet. Het APG II-systeem (2003) daarentegen wel, terwijl de APWebsite [15 feb 2008] twijfelt: de site zou de betreffende planten wel willen indelen in de familie Phytolaccaceae.
Indien erkend, gaat het om een heel kleine familie, die voorkomt in Afrika en Azië.